# كنبانية بسيورقة
كنبانية بسيورقة (بالإسبانية: Campiña del Pisuerga) هي واحدة من ثماني نواحٍ في مقاطعة بلد الوليد في قشتالة وليون.
وهي تضم 16 بلدية على مساحة 736,90 كيلومتر مربع مع بلديتها الرئيسة بلد الوليد.